# John Boardman
John Boardman (Redbridge, 20 de agosto de 1927-23 de mayo de 2024) fue un arqueólogo e historiador del arte británico, «el más ilustre historiador británico del arte de la antigua Grecia».

## Biografía

### Estudios y carrera académica
John Boardman estudió en la Chigwell School y en el Magdalene College de Cambridge, donde siguió estudios clásicos en 1945. Después de haber completado dos años de servicio militar en el Intelligence Corps pasó tres años en Grecia, de 1952 a 1955, como asistente del director de la Escuela Británica de Atenas.
Al su vuelta a Inglaterra, Boardman asumió el cargo de Assistant Keeper en el Ashmolean Museum de Oxford, dando inicio a una afiliación que lo acompañará para toda su vida. En 1959 fue nombrado Reader en Classical Archaeology en la Universidad de Oxford, y en 1963 miembro del Merton College .Aquí permaneció hasta su nombramiento como Lincoln Professor of Classical Art and Archaeology, un puesto precedentemente ocupado por John Beazley, y la concomitante Fellowship en el Lincoln College en 1978. Fue nombrado Caballero de la Orden del Imperio Británico en 1989, y pensionado en 1994.

### Investigaciones y publicaciones
Ha dirigido excavaciones en muchos yacimientos arqueológicos, en Esmirna, Creta, Quíos y Tocra en Libia. Sus experiencias sobre el campo están reflejadas en volúmenes como el Greek Emporio y Tocra, obras consideradas ejemplares de interpretación y catalogación de los descubrimientos y de los materiales de las excavaciones.
De notable importancia son sus publicaciones sobre los aspectos generales del arte y de la arquitectura de la Antigua Grecia, y en particular sobre la escultura, la cerámica y la pintura. De estas últimas, recordemos el patrimonio iconográfico, y los manuales fundamentales sobre cerámica de figuras negras y figuras rojas y sobre la cerámica griega.
Entre los tratados generales deben mencionarse la obra de 1971, Greek Burial Customs (Costumbres de enterramiento griego), en colaboración con Donna Kurtz, donde el análisis de las costumbres funerarias se convierte en el hilo gracias al cual describen un amplio fresco histórico y social del mundo griego hasta la época helenística .
Su The Greeks Overseas. Early Colonies and Trades (Los griegos en los mares. Primeras colonias y comercio) es la primera obra en presentar una síntesis amplia y unitaria, conducida a través del examen de los materiales y de las evidencias arqueológicas, del tema del encuentro y del intercambio recíproco entre la civilización griega y las diversas culturas del área mediterránea y oriental, sobre todo en el terreno del comercio y de la expansión colonial, en época arcaica (hasta el año 480 a C.).
Estas obras están acompañadas por trabajos dedicados a aspectos particulares de la producción material y artística. Entre estos: The Cretan Collection in Oxford (1961), Islands Gems (1961), Archaic Greek Gems (1968), Greek Gems and Fingir Rings (1970).

### Afiliaciones y honores
John Boardman es miembro de la Academia Británica, de la que ha recibido la Kenyon Medal for Classical Studies en 1995.
Es miembro honorario del Magdalene College, del Merton y del Lincoln College de Oxford, además de titular de muchos otros honores académicos.
Ha recibido la licenciatura honoris causa de la Universidad de Atenas y de La Sorbona.
Fue miembro extranjero de la italiana Academia Nacional de los Linces.

## Obras escogidas
- The Oxford History of the Classical World
- The Oxford History of Classical Art
- The Cambridge Ancient History
- con Jasper Griffin, Oswyn Murray:

The Oxford History of Greece and the Hellenistic World, Oxford University Press, 2001 ISBN 0-19-280137-6
The Oxford Illustrated History of the Roman World, Oxford University Press, 2001 ISBN 0-19-285436-4
- The Cretan Collection en Oxford (1961)
- Islands Gems (1961)
- Archaic Greek Gems (1968)
- Greek Gems and Fingir Rings: Early Bronze Age to Late Classical. Thames & Hudson, London 1970, ISBN 0-500-16015-5
- (en colaboración con Donna Kurtz) Greek Burial Customs. Thames & Hudson, London 1971, ISBN 0-500-40018-0
- Athenian Black Figures Vases. A Handbook, Thames & Hudson, (385 ilustraciones) (19741; 19912 riv.; rist. 2003) ISBN 0-500-20138-2

traducción italiana: Vasi ateniesi a figure nere. Un manuale, Rusconi Libri, 1990 ISBN 978-88-18-91023-0
- Athenian Red Figure Vases: The Archaic Period: A Handbook, Thames & Hudson, ISBN 978-0-500-20143-5
- Athenian Red Figure Vases: The Classical Period: A Handbook, Thames & Hudson, ISBN 978-0-500-20244-9

traducción italiana: JVasi ateniesi a figure rosse, Rusconi Libri, Rusconi Libros, 1992 ISBN 978-88-18-91032-2
- The Greeks Overseas. The Archaeology of Their Early Colonies and Trade. Penguin, Harmondsworth (19641; 19732 riv.; 19803; 19994)

traducción italiana: I Greci sui mari,, a cura de Mauro Cristofani, trad. di Fernando Gilotta, Giunti, Florencia, 1986
- Greek Sculpture: The Archaic Period: A Handbook. 1978.
- Greek Sculpture: The Classical Period: A Handbook Thames & Hudson, London 1985
- * The Diffusion of Classical Art en Antiquity, (basado en la serie de sus Andrew Mellon Lectures conservadas en 1993 en la Galería Nacional de Arte) Thames & Hudson, London 1994, ISBN 0-500-23696-8
- Persia and the West: An Archaeological Investigation of the Genesis of Achaemenid Art. Thames & Hudson, Londres, 2000.
- The History of Greek Vases. (358 ilustraciones) Thames & Hudson, 2001 ISBN 978-0-500-28593-0

traducción italiana: Storia dei vasi greci. Istituto Poligrafico dello Stato,, Roma, 2004 ISBN 978-88-240-1101-3
- The Archaeology of Nostalgia (2002)

traducción italiana: Archeologia della nostalgia. Come i greci reinventarono il loro passato. Bruno Mondadori, Milán, 2004, ISBN 978-88-424-9174-3
- Classical Phoenician Scarabs. A Catalogue and Study (2003) ISBN 1-84171-556-5
- The World of Ancient Art (2006)
- Arte griega, Rusconi Libri, 1995 ISBN 978-88-18-91033-9
- El arte griego. Barcelona: Destino, 1997. ISBN 84-233.1984-0